# Кадьяк
57°26′07″ пн. ш. 152°20′24″ зх. д. / 57.435277777778° пн. ш. 152.34° зх. д.

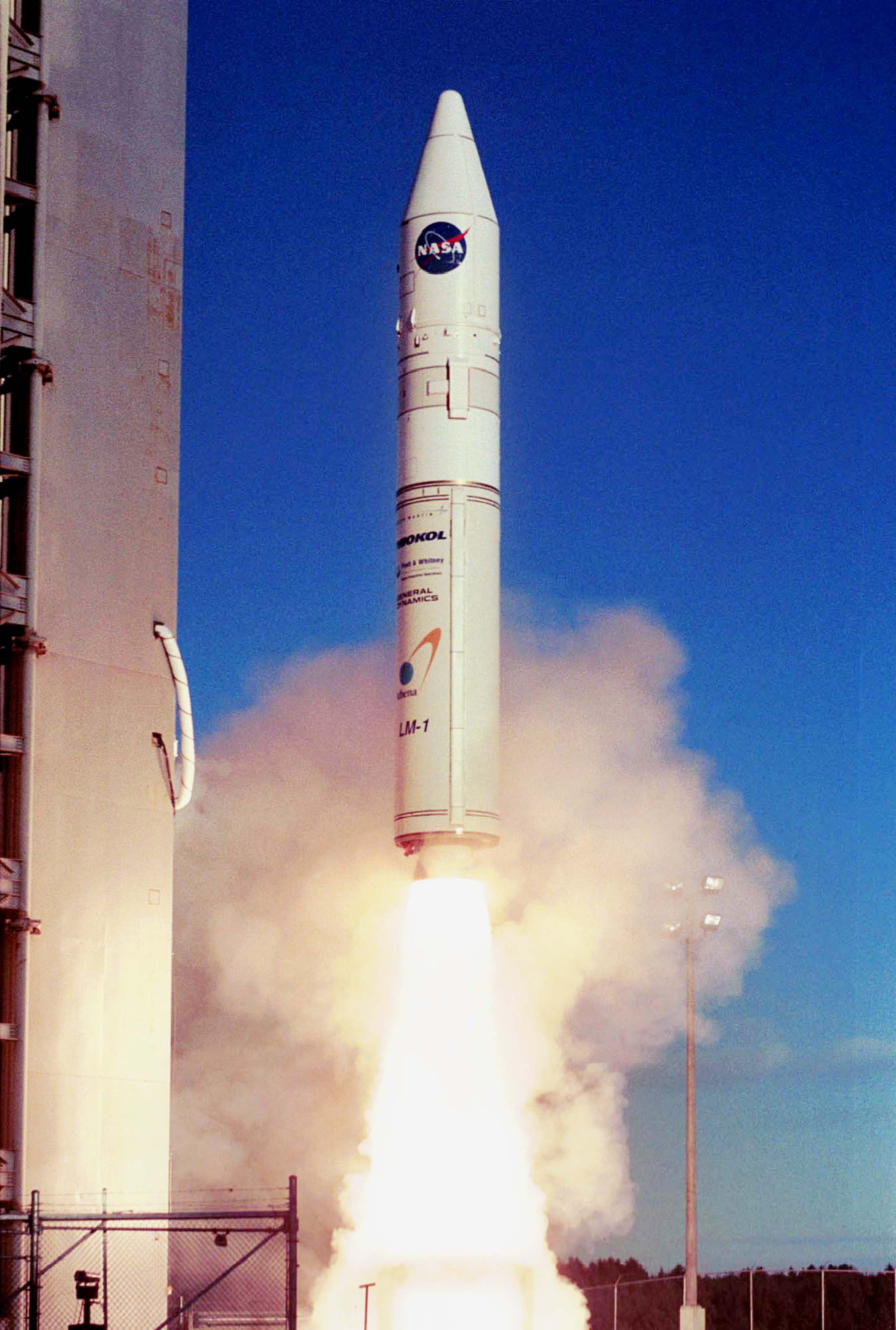
Старт ракети Афіна 1 з космодрому Кадьяк

Стартовий комплекс Кадьяк (англ. Kodiak Launch Complex) (KLC),  — американський комерційний космодром, розташований на острові Кадьяк біля берегів Аляски. Призначений для запуску легких ракет по суборбітальній траєкторії і виводу малих космічних апаратів на полярну орбіту.

## Історія космодрому
Космодром був побудований на мисі Нерроу острова Кадьяк. Рішення про його будівництво було прийняте в липні 1991 року. Перший експериментальний запуск ракети з космодрому відбувся 5 листопада 1998 року. Перший орбітальний пуск відбувся 29 (30 по UTC) вересня 2001 року, коли ракета-носій «Афіна-1» вивела на орбіту 4 малі супутники.

## Історія запусків
Наразі з космодрому зроблено три космічні запуски.
| № | Дата (UTC)        | Ракета        | Корисне навантаження                                                                                                  | Статус |
| - | ----------------- | ------------- | --- | ------ |
| 1 | 30 вересня 2001   | «Афіна-1»     | Starshine-3 (OSCAR 43), PICOSat, PCSat (OSCAR 44), Sapphire (OSCAR 45).                                               | Вдало  |
| 2 | 20 листопада 2010 | «Мінотавр IV» | STPSat-2, Falconsat-5, Fastsat-HSV, Fastrac 1, Fastrac 2, O/OREOS, RAX, Nanosail-D, ГВМ S26 Ballast 1 и S26 Ballast 2 | Вдало  |
| 3 | 27 вересня 2011   | «Мінотавр IV» | TacSat 4 | Вдало  |